# 성덕왕릉귀부
성덕왕릉귀부(聖德王陵龜趺)는 대한민국 경상북도 경주시 조양동 66에 있는 0의 성덕왕릉귀부이다. 1979년 1월 25일 경상북도의 유형문화재 제96호로 지정되었다.

## 개요
통일신라 성덕왕(재위 702∼737)의 능 앞에 세웠던 비석의 받침이다. 성덕왕은 신문왕의 둘째 아들로, 형인 효소왕이 아들이 없이 죽자 화백회의에서 그를 왕으로 추대하였다.
비는 원래는 비몸과 그 위에 머릿돌이 있었던 것으로 보이나 모두 없어지고 지금은 이 받침돌만 남아 있다. 받침의 거북은 목이 부러졌으며, 앞·뒷발에는 발톱을 새겨 놓았다. 등에는 6각형 무늬를 새겼으며, 중앙에 비몸을 꽂았던 네모난 홈이 파여 있다.
거북의 등에 새긴 무늬나 다른 덩굴무늬를 통해 8세기 전반의 작품으로 짐작된다. 비록 비몸과 머릿돌이 없어졌으나 왕릉을 만들 때 이용된 거북받침돌의 제작양식을 보여주는 중요한 자료이다.

## 참고 문헌
- 성덕왕릉귀부 - 국가유산청 국가유산포털